# RARBG
RARBG era un lloc web que proporcionava fitxers torrent i enllaços magnet per facilitar l'intercanvi de fitxers entre iguals mitjançant el protocol BitTorrent. De 2014 a 2023 durant 9 anys, RARBG va aparèixer repetidament a la llista anual de llocs web de torrent més visitats de TorrentFreak. Va ser el quart lloc a partir de gener de 2023. El lloc web no permetia als usuaris penjar els seus propis torrents.

## Història
RARBG es va fundar l'any 2008. Originalment concebut com un rastrejador de BitTorrent búlgar (BG significa "Bulgària" en el nom), el lloc web havia estat al servei d'un públic internacional des de llavors. Segons TorrentFreak, RARBG s'especialitzaria en "estrenes de vídeo d'alta qualitat en anglès, però també enumeraria altres continguts, inclosos jocs, programari i música⁣".
El lloc web va ser descrit el 2019 com un "mercat notori" pel representant comercial dels EUA. El 2020, el lloc web va ser catalogat com a objectiu de l'aplicació de la llei búlgara.

### Tancament
El 31 de maig de 2023, el lloc va anunciar el seu tancament, citant múltiples motius, com ara la inflació, els efectes secundaris de la pandèmia de la COVID-19 i la invasió russa d'Ucraïna. La declaració de tancament completa publicada pel lloc web diria el següent:
| « | (anglès) Hello guys, We would like to inform you that we have decided to shut down our site. The past 2 years have been very difficult for us - some of the people in our team died due to covid complications, others still suffer the side effects of it - not being able to work at all. Some are also fighting the war in Europe - ON BOTH SIDES. Also, the power price increase in data centers in Europe hit us pretty hard. Inflation makes our daily expenses impossible to bare [sic]. Therefore we can no longer run this site without massive expenses that we can no longer cover out of pocket. After an [sic] unanimous vote we've decided that we can no longer do it. We are sorry :( Bye | (català) Hola nois, Volem informar-vos que hem decidit tancar el nostre lloc. Els últims 2 anys han estat molt difícils per a nosaltres: algunes de les persones del nostre equip van morir a causa de complicacions de covid, d'altres encara pateixen els efectes secundaris - no poder treballar en absolut. Alguns també estan lluitant a la guerra a Europa, A AMBUS BANDOLS. A més, l'augment del preu de l'energia als centres de dades a Europa ens va afectar força. La inflació fa que les nostres despeses diàries siguin impossibles d'esbrinar [sic]. Per tant, ja no podem executar aquest lloc sense despeses massives que ja no podem cobrir de la nostra butxaca. Després d'una votació [sic] unànime hem decidit que ja no podem fer-ho. Ho sentim :( Adéu | » |

## Bloqueig i censura
RARBG va ser bloquejat a diversos països del món per motius legals, generalment a causa de la seva facilitació de la infracció dels drets d'autor. El desembre de 2008, el lloc va romandre tancat durant una setmana a causa de la pressió legal de BREIN. El 2017, RARBG es va eliminar dels resultats de la cerca de Google després d'una controvèrsia en què els enllaços a llocs de torrent es van destacar als resultats de la cerca de "carrusel" de Google. A causa d'una demanda presentada contra l'ISP Hurricane Electric per estudis de cinema que reclamaven la informació personal dels pirates, Sophidea VPN, un servei VPN operat a través d'Huracà Electric, va bloquejar l'accés a diversos llocs de torrent a partir del desembre de 2020, inclòs RARBG.
| País           | Data del bloqueig      |
| -------------- | ---------------------- |
| Aràbia Saudita | 2 d'abril de 2014      |
| Regne Unit     | 27 de novembre de 2014 |
| Dinamarca      | 27 de març de 2015     |
| Turquia        | 12 d'agost de 2015     |
| Portugal       | 26 d'octubre de 2015   |
| Itàlia         | 6 de març de 2017      |
| Austràlia      | 18 d'agost de 2017     |
| Indonèsia      | 10 d'octubre de 2017   |
| Finlàndia      | 8 de juny de 2018      |
| Irlanda        | 18 de gener de 2018    |
| Bèlgica        | 3 de gener de 2019     |
| Índia          | 12 d'abril de 2019     |
| Grècia         | 15 de maig de 2019     |
| Països Baixos  | 31 de març de 2022     |
| Iran           | Desconeguda            |
| Bulgària       | Desconeguda            |
| Oman           | Desconeguda            |
| Xina           | Desconeguda            |